# Marco Ramos
Marco Ramos (Quito, Ecuador, 9 de julio de 1992) es un futbolista ecuatoriano. Juega de centrocampista y su equipo actual es Atlético Vinotinto de la Segunda Categoría de Ecuador.

## Trayectoria
Se inició en la UTE y en 2008 el Independiente José Terán lo compró para jugar en las categorías sub-16,sub-17 y sub-19 . En 2015, con la lesión de Mario Rizotto, tuvo la oportunidad de debutar en la primera jornada de la Serie A de Ecuador, donde pudo contribuir a la victoria de su equipo contra Universidad Católica.

## Clubes
| Club                    | País    | Año       | Partidos | Goles |
| ----------------------- | ------- | --------- | -------- | ----- |
| Independiente (reserva) | Ecuador | 2012      | 145      | 5     |
| Independiente del Valle | Ecuador | 2015-2017 | 6        | 1     |
| Espoli                  | Ecuador | 2016      | 13       | 1     |
| Aucas                   | Ecuador | 2017      | 26       | 0     |
| Independiente Juniors   | Ecuador | 2018-2019 | 12       | 1     |
| Atlético Vinotinto      | Ecuador | 2024-act. | 0        | 0     |